# Moià

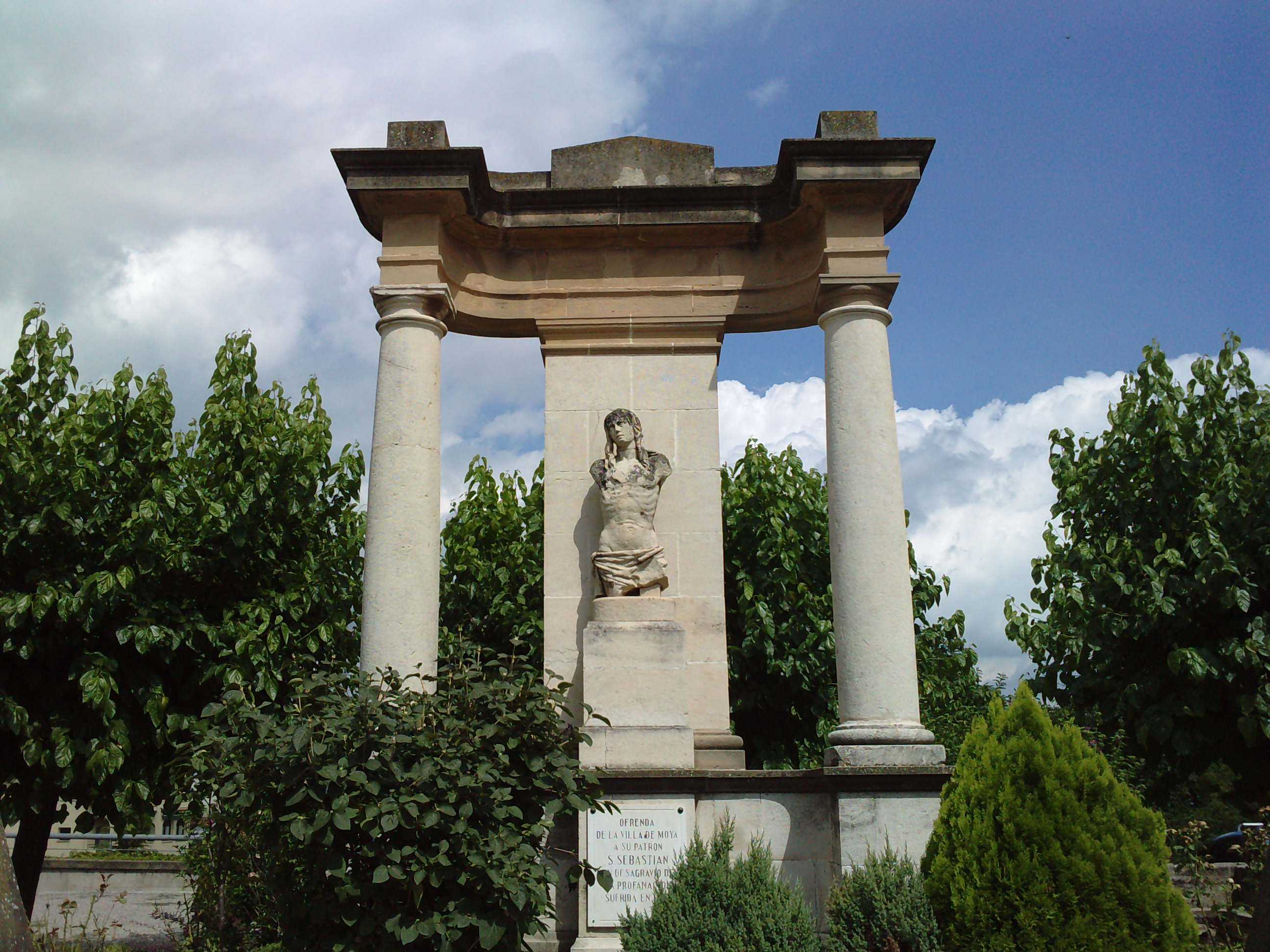
Monument en el lloc on hi hagué l'església de Sant Sebastià, davant de la Casa de la Vila

Moià és una vila de Catalunya, cap del municipi del mateix nom, capital de la comarca del Moianès, al centre de la qual està situat.
L'any 1983 tenia un cens de 3.140 habitants. El 31 de desembre de 2008 ja arribava a 5.711 habitants (creixement d'un 79,6% en un quart de segle) i el 2010 a 5.713. La seva economia es basa en la ramaderia, l'agricultura, el comerç, la construcció, el lleure, la indústria tèxtil i l'alimentària.
És la població més important de l'altiplà del Moianès, el qual configura una comarca integrada per deu municipis que, fins al 2015, pertanyien administrativament a les comarques del Bages (Calders, L'Estany, Moià, Monistrol de Calders i Santa Maria d'Oló), al Vallès Oriental (Castellcir, Castellterçol, Granera i Sant Quirze Safaja) i a Osona (Collsuspina).
A l'actualitat, el terme municipal de Moià és molt extens: depassa els 75 km². És així des del 1846, quan pràcticament es va doblar el terme en ser-hi agregats els antics termes forans de Ferrerons i Rodors, independents fins aquell any, atès que aquells ajuntaments no assolien, per poc, el nombre mínim de veïns (caps de casa, en realitat) per poder mantenir la independència municipal: en tenien 22, entre els dos, i en calien 30. Per ordre de la superioritat, es van haver d'unir a Moià.
Afegits al seu entorn natural, amb els seus boscos, camins, masos i cases rurals d'acollida, com a llocs d'interès s'hi poden trobar les Coves del Toll i la de les Toixoneres, la Casa-Museu de Rafel Casanova, el Parc Municipal, el Molí Nou, la casa del tenor Francesc Viñas i els castells de Castell de Clarà, Castellnou de la Plana i Castell de Rodors.

## Geografia
- Llista de topònims de Moià (Orografia: muntanyes, serres, collades, indrets..; hidrografia: rius, fonts...; edificis: cases, masies, esglésies, etc).

L'extens terme municipal de Moià es troba al centre de la seva comarca, del tot envoltat per altres municipis del Moianès, llevat de l'extrem nord-est, on toca en un breu tram el terme municipal de Muntanyola, d'Osona, i al nord-oest, on limita amb el terme d'Avinyó, del Bages.
Termes municipals limítrofs:
| Avinyó               | Santa Maria d'Oló i L'Estany | Muntanyola  |
| Calders              |                              | Collsuspina |
| Monistrol de Calders | Castellterçol                | Castellcir  |

### El perímetre del terme municipal

#### Termenal amb Monistrol de Calders

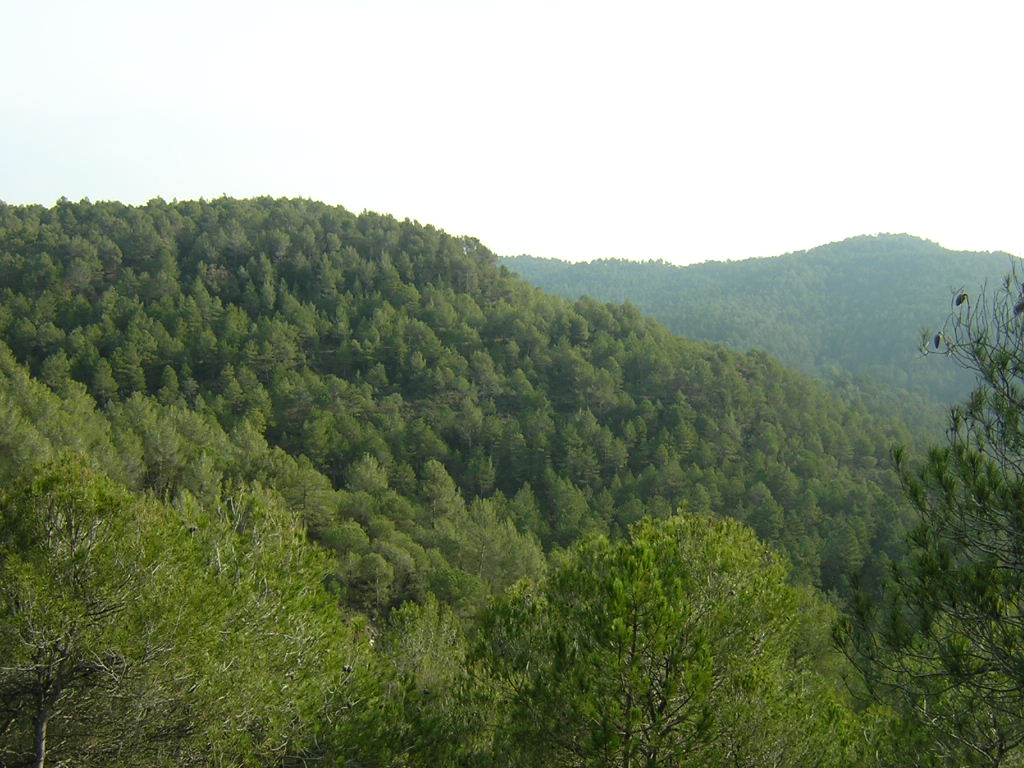
La Puntogaina, a l'esquerra, i el Serrat de Baiones, al fons a la dreta

Situats a l'extrem sud del terme municipal, en el vessant de llevant del Pla de Puntogaina, es troba la fita tritermenal entre els termes municipals de Calders (nord-oest), Moià (nord) i Monistrol de Calders. Des d'aquest lloc el termenal traça una perfecta línia recta que, travessant la vall del torrent de la Baga Cerdana, s'enfila al Serrat de Baiones, prop del cim del qual hi ha un altre triterme, ara entre Moià, Castellcir i Monistrol de Calders. Es tracta d'una línia recta de quasi 900 metres, el termenal amb Moià.
Pel costat de Moià, són les terres de la Grossa, Vilaterçana (masies de Calders amb terres dins del terme de Moià), Sabruneta (masia desapareguda les ruïnes de la qual es conserven) i Serramitja. Pel de Monistrol de Calders, són terres de la Coma i, en part, també de Vilaterçana.

#### Termenal amb Castellcir (Vall de Marfà)
Des del Serrat de Baiones la línia del terme s'adreça cap al nord-est, per anar a passar pel costat de llevant de la Bassa de Serramitja i pel costat sud-est de la masia de Serramitja, per damunt dels Cingles de Serramitja, a migdia de la capella de Santa Magdalena. El termenal segueix sempre cap al nord-est per la carena de la Serra de Santa Magdalena en la seva meitat occidental, fins al lloc on hi ha el Dòlmen de Santa Magdalena. En aquest lloc la línia de terme trenca cap al sud-est, travessa la vall del torrent de Font d'Esqueix i va a buscar les Roques Tallades, per damunt, i al nord, de la Solella de la Datzira.
Seguint la serra, fa un parell de ziga-zagues en angles molt tancats, fins a assolir l'extrem sud-oest del Serrat de Montbrú i dels Cingles de Montbrú, fins que el termenal baixa a trobar la riera de Castellnou, en el paratge del Còdol. A partir d'aquest lloc, la línia del terme segueix cap a migdia la riera esmentada, fins al moment que se'n desvia cap al sud, per tal de passar entre la Saleta, a llevant, en terme de Moià, i les Vinyes, des d'on, cap al sud, va a buscar el torrent de la Fàbrega en el lloc on hi ha la Font de la Golarda.
Seguint la riera sempre aigües amunt, a l'est-sud-est del Saiolic i a ponent del Serrat del Vent, on comença el termenal amb Castellterçol.

#### Termenal amb Castellterçol
Des d'aquest punt, el termenal amb Castellterçol segueix un tram del torrent de la Fàbrega aigües amunt, fent el tomb per migdia al Serrat del Vent. Deixa a migdia la Quintana del Gironès i la masia del Gironès, després al sud-est Pla Rubí, i poc després passa per sota del Pont de la Fàbrega la carretera C-59. A llevant del Pont de la Fàbrega, el torrent deixa a l'esquerra el Molí de la Fàbrega i la Fàbrega. Just en aquest lloc el termenal abandona el torrent de la Fàbrega i segueix el curs del torrent del Gai fins al capdamunt de la Quintana de la Fàbrega, a llevant de la Font del Roure.
Des d'aquest lloc, el termenal emprèn cap al nord-est, travessant el Pla del Boix, fins a arribar al límit de ponent del Sot del Llop, a l'oest de les Humbertes. En aquest lloc fa una volta cap al nord per resseguir tot el Sot del Llop, deixant les Humbertes al nord, i baixa a trobar el torrent Mal a ponent de la Rompuda de l'Esteve, on es troben els termes de Moià, Castellterçol i Castellcir.
Es tracta d'una línia de terme de quasi 4,5 quilòmetres, que deixa en terres de Moià terres de la Saleta, la Coma de Sant Jaume, la Casa Nova de la Coma i les Humbertes, i en terres de Castellterçol, terres del Gironès, la Fàbrega i les Basses.

#### Termenal amb Castellcir
Des del punt anterior, la línia del terme segueix el Torrent Mal cap al nord-est, deixant a llevant la Rompuda de l'Esteve, la Casa del Guarda, la Casa Nova del Verdeguer i la Font Bernada, i a ponent la masia de les Humbertes, el Camp de vol Les Humbertes i les Nou Fonts. Quan el torrent arriba a ponent de les Roques Foradades, el termenal abandona el Torrent Mal i gira cap a llevant. Pel costat de migdia de la masia de la Tuta, travessa la Quintana de la Tuta i arriba a una carena, al nord dels Plans de la Tuta. Des d'aquest lloc fa una punxa cap al nord-est fins a ponent dels Plans del Toll, i torna a adreçar-se cap al sud-sud-est, fins que arriba a una altra carena, al sud-oest dels Plans del Toll i al nord-oest de les Berengueres, torna a canviar sobtadament de direcció, cap al nord-est, fins que arriba al fons d'un torrent que hi ha entre les dues masies esmentades i torna a tòrcer, ara cap al sud-est, fins que troba la riera de Santa Coloma.
Un cop troba aquesta riera, el termenal puja aigües amunt, cap al nord-est, deixant a llevant el petit nucli de Santa Coloma Sasserra i la masia del Bonifet i a ponent la ja esmentada dels Plans del Toll. Just a l'est dels darrers edificis dels Plans del Toll, el termenal abandona la riera, i s'enfila cap al nord-est fins que arriba a la carena de la Serra de Santa Coloma, on es troben els termes municipals de Moià, Castellcir i Collsuspina.
Aquesta línia de terme recorre quasi 6 quilòmetres, deixant en el costat de Moià les terres de les Humbertes, la Tuta, el Toll, els Plans del Toll i Puig-antic, i en el de Castellcir, el Verdeguer, la Casa Nova del Verdeguer, les Berengueres, El Giol i el Bonifet.

#### Termenal amb Collsuspina
Des de la Serra de Santa Coloma, aquesta línia de terme segueix un tram de la serra cap al nord-est, fins que, al nord-est de Feixadella, trenca cap al nord-oest baixant cap al torrent de l'Espina; quan el troba, el segueix cap al sud-oest fins que troba un torrent afluent per la dreta, al sud-est de la masia de Puig-antic. Des d'aquest lloc s'enfila cap al nord-oest, passa pel costat mateix de llevant de Puig-antic, fins que se situa dalt de la carena, al nord de la masia esmentada. Des d'aquest lloc s'adreça cap al nord-est travessant els Plans de l'Espinoi, fins que arriba a uns 200 metres al sud-oest de les Granges de l'Espinoi; en aquest lloc, torç cap al nord-oest, i va a cercar el torrent de la Griolera. La línia de terme passa pel costat de llevant del torrent, deixant al nord-est Can Pedrós i el Pla Violer i al sud-oest el Gomar i Santa Eugènia del Gomar, fins que troba l'afluència en aquest torrent del torrent de Picanyol.
En aquest lloc, el termenal abandona la llera del torrent, girant cap al nord-oest, travessa la carretera N-141c justament per la fita quilomètrica 33, i puja cap a la Muntanya del Pol, deixant al nord-est la masia de Ca l'Escanya i el Raval Picanyol. Un cop dalt de la muntanya esmentada, el termenal hi fa tota la volta pel sud i l'oest, resseguint la cota 1000, aproximadament, i pujant al cim del Parany, fent una doble giragonsa per tal d'acabar emprenent cap al nord, fins que puja dalt de la carena de la muntanya esmentada, seguint-la cap al Coll de Palau. Continua per la mateixa carena, cap al Collet de Bolederes, deixant a llevant la masia d'Armadans i a ponent la de Cal Cendresa, en ruïnes, i la de Bolederes.
Del Collet de Bolederes continua cap al nord, travessant el Serrat de la Baga de Nualard, la carena nord del qual ressegueix, fins a arribar al torrent del Soler, a ponent dels Plans de la Coromina i al sud-est de la Serra de Sant Joan, on es troba el triterme entre Moià, Collsuspina i Muntanyola.
És un recorregut de quasi 8 quilòmetres, que deixa en el terme de Moià les terres dels Plans del Toll, Puig-antic, el Gomar, la Torre de Casanova, les Cases de Ferrerons, Cal Cendresa, Bolederes i la Guantera, i en el de Collsuspina, l'Espinoi, Can Pedrós, Ca l'Escanya, Armadans, el Mas Nualard i la Caseta de Vilafort.

#### Termenal amb Muntanyola

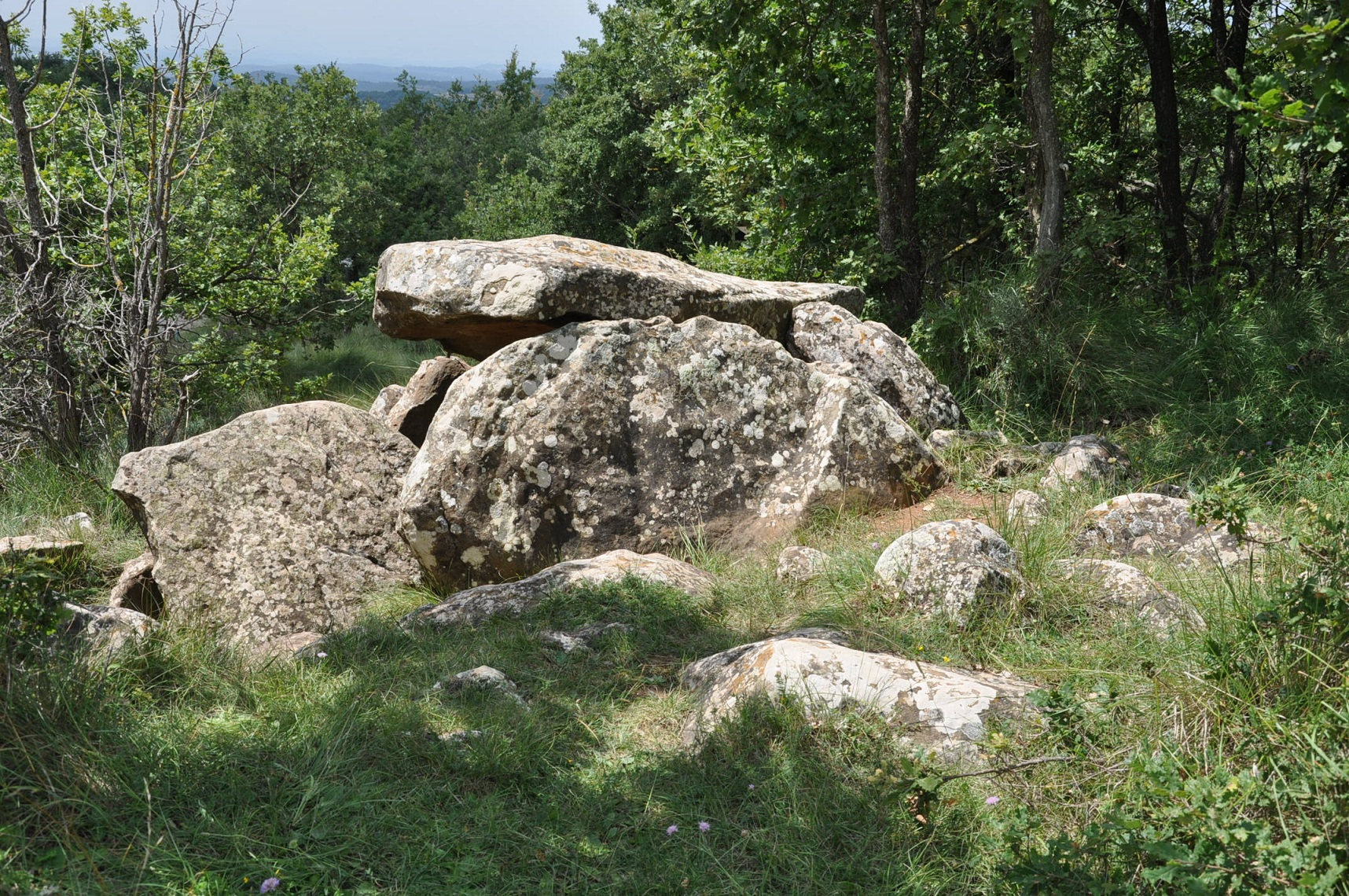
Dolmen de Puig Rodó

Des del punt anterior, la línia de terme s'adreça a ponent, per un torrent que segueix el vessant meridional de la Serra de Sant Joan, fins que arriba al nord del Serrat de Sant Joan, al nord-est de la Guantera, lloc on torç cap al nord-oest, en direcció a la Monjoia, però en arribar a llevant d'aquesta masia, torna a girar, ara cap al nord, fent un angle recte que situa la línia de terme just al nord de la Monjoia, resseguint de llevant a ponent el torrent del Boixar. Des del nord de la Monjoia, torna a agafar la direcció nord-oest, per tal d'enfilar-se al vessant sud-oest del Puig Espeltós, pel costat on hi arriba el Serrat de Garfís. En aquest punt es troben els termes municipals de Moià, Muntanyola i l'Estany.
És un recorregut de quasi 2,5 quilòmetres, que discorre per terres de la Guantera, Garfís i la Monjoia, en terme de Moià. i de Vilafort, Tresserra i el Casalot de Senties, pel costat de Muntanyola.

#### Termenal amb l'Estany
Des de Puig Espeltós, el límit dels termes municipals davalla cap al sud-oest, fent diverses inflexions, travessa la riera de Postius, i s'enfila cap al Serrat de l'Horabona, al Collet de Cantallops. Des d'aquest lloc, gira cap a ponent, passant a migdia de Cal Costa i Cal Jan i al nord del turó de l'Empedrat i de la masia de Comes Nou. Travessa la carretera C-59, i en el moment que arriba al nord-oest de Comes Nou i al sud-est del Serrat Febrer; en aquest lloc torç de sobte cap al nord, passant a prop i a ponent del Raval del Prat, fins que, en arribar a ponent de Cal Rotllan, baixa de cop cap al nord-oest seguint el riu Sec. Segueix aigües avall cap al nord-oest i després cap a l'oest, fins que aflueix en aquest riu el torrent del Gomis, just al nord del Salt del Ca. En aquest lloc es troben els termes municipals de l'Estany, Moià i Santa Maria d'Oló.
Es tracta d'un termenal de quasi 6 quilòmetres. En terres de l'Estany queden les heretats de Cal Costa i Cal Jan, Cal Canet, Cal Rei, Cal Rotllan, el Masot i Puigmartre, i en les de Moià, la Monjoia, Garfís, Comes Nou i el Soler de Terrades.

#### Termenal amb Santa Maria d'Oló
Des del punt anterior, el termenal entre Moià i Santa Maria d'Oló discorre cap al sud-oest seguint aigües avall el riu Sec, entre la Cinglera de les Carrosses, al sud, i el Serrat de Rubís, al nord. Al cap d'un tram, deixa al sud el Serrat de la Coromina i al nord-oest el serrat de Falconeres i, conforme va girant més cap al sud, a ponent el Serrat del Roc. Troba el Molí del Perer, a llevant del Cingle de Cal Pere; tot seguit el riu Sec s'aboca en la riera de Malrubí, al nord dels Cingles de Cal Grill.
La divisòria entre els dos termes municipals segueix aigües avall, cap al sud-oest, la riera de Malrubí, deixant a la dreta -ponent- la masia de l'Illa i el Serrat de Sobre l'Illa, i a l'esquerra la masia del Rourell i el Casalot de Mataocells. Decantat ja cap al sud-sud-oest, el termenal va deixant a ponent, successivament, els Canals de Sau, la masia de la Garrigota, el Serrat de la Garrigota i els Cingles de la Resclosa, just abans d'arribar a l'antiga quadra del Solà de Sant Esteve; a l'esquerra -llevant- té el llarg Serrat de Vilaclara. En arribar a terres de l'antiga quadra esmentada, al nord de l'Autonell, la riera de Malrubí canvia de direcció. Ara cap a l'oest-sud-oest, passa a migdia del Solà de Sant Esteve, on hi ha les restes d'aquesta masia i l'església de Sant Esteve del Solà, i al nord de la Font de la Tosca, la Font de l'Autonell i el Casalot Vell del Soca.
Al sud-oest de l'església de Sant Esteve, a migdia del Turó de Cantagalls i a llevant de les masies del Cellers i Vilagonella, es troben els termes municipals de Moià, Santa Maria d'Oló i Avinyó.
És un termenal llarg, de quasi 10 quilòmetres, sempre seguint cursos fluvials. En el terme de Moià queden les propietats de la Rovira, el Perer, el Molí del Perer, el Rourell, el Casalot de Mataocells, Ribaus, Bussanya, l'Autonell, el Casalot Vell del Soca i el Solà de Sant Esteve, que tenia terres a tots dos costats de la riera. Pel costat de Santa Maria d'Oló es troben les terres de Rubís, Vilagú, l'Illa, la Garrigota i el Solà de Sant Esteve.

#### Termenal amb Avinyó
Des de la Riera de Malrubí, la línia de terme entre Moià i Avinyó abandona la llera de la riera per tal d'enfilar-se traçant una línia recta cap al sud-est, deixant a llevant la Baga del Solà i després a ponent la Baga de la Cabrassa, i arriba al costat de llevant de l'Hostal de la Grossa, a la carretera N-141c 100 metres a l'oest del punt quilomètric 22. En aquest lloc, el termenal fa un angle recte cap a ponent, seguint 350 metres la carretera, i allunyant-se'n progressivament després per tal de tallar un revolt de la carretera, després del qual la torna a trobar, 250 metres a ponent del punt quilomètric 21. En aquest lloc es troben els termes municipals de Moià, Avinyó i Calders.
Són 2,1 quilòmetres, en terres de la Moretona i de la Grossa, pel costat de Moià, i de Vilagonella, el Cellers, l'Hostal de la Grossa i el Berenguer, pel d'Avinyó.

#### Termenal amb Calders
Des del punt anterior, el termenal entre Moià i Calders arrenca cap al sud-est, deixant al nord-est la Bastona i el Pla de la Bassa, fins a arribar al Camp de la Bassa, on gira cap al sud-sud-est, per arribar a la masia de la Grossa i passar entre la masia, que queda en territori de Calders, i la capella de la Mare de Déu dels Dolors de la Grossa, que és en terme de Moià. Des d'aquest lloc, la línia de terme s'adreça cap al sud-sud-est, al cap de 225 metres, a l'extrem sud-est del Camp Solà gira cap al sud-oest, per tal de seguir el pla sense baixar de nivell, i arriba a l'extrem est del Camp Gran, on torna a girar, ara cap al sud-sud-est, per tal d'arribar al Pla de Puntogaina, sota el qual, a llevant, es troba la fota tritermenal entre Moià, Calders i Monistrol de Calders, on ha començat la descripció del perímetre del terme municipal de Moià.
Es tracta d'un termenal d'1,7 quilòmetres, que deixen pel costat de Moià terres de la Grossa, de Vilaterçana i de Sabruneta, i pel de Calders, de les dues primeres masies esmentades.

### Les unitats del territori

#### Parròquia de Santa Maria de Moià
La parròquia de Santa Maria de Moià constitueix tota la part central i meridional de l'actual terme municipal de Moià. Presideix la plana on s'estén aquesta parròquia la vila de Moià, visible des de molts quilòmetres a l'entorn, sobretot a llevant i al sud, on destaca el campanar de l'església parroquial.

#### Ferrerons
La parròquia de Sant Pere de Ferrerons constituïa una població rural d'hàbitat disseminat, Ferrerons, que ocupava tot el sector nord-oriental del terme actual. A principis del segle xix formava ajuntament propi, juntament amb Rodors.

#### Rodors
La parròquia de Sant Feliu de Rodors constituïa una població rural, Rodors, d'hàbitat disseminat que ocupava tot el sector nord-occidental del terme actual. A principis del segle xix formava ajuntament propi, juntament amb Ferrerons.

#### Santa Coloma Sasserra
L'extrem oriental del terme de Moià depèn de la parròquia de Santa Coloma Sasserra, no pas de les altres parròquies del terme. Pertanyen a aquesta parròquia les masies de les Closanes, les Comes de Santa Eugènia, el Gomar, Perers, els Plans del Toll, Puig-antic, el Toll i La Tuta.

### Els molins de Moià
L'orografia de la comarca i l'aigua abundant que hi discorre ha fet de l'entorn de Moià un lloc propici per a l'existència de molins, que foren fariners en un origen, però amb el pas del temps es van anar diversificant i, alguns d'ells, convertint-se en seus d'indústries tèxtils. Al mateix temps, sorgiren de Moià algunes nissagues de moliners, com els Picanyol, que tingueren força importància en la història no tan sols de Moià, sinó dels pobles de l'entorn.
| - Molí de Castellnou de la Plana - Molí del Masot | - Molí Nou de Passerell - Molí Vell de Passerell | - Molí del Perer - Molí Vell de Perers | - Molí d'en Pujol - Molí Vell del Riu |

## Clima
| Dades climàtiques a Moià               | Dades climàtiques a Moià | Dades climàtiques a Moià | Dades climàtiques a Moià | Dades climàtiques a Moià | Dades climàtiques a Moià | Dades climàtiques a Moià | Dades climàtiques a Moià | Dades climàtiques a Moià | Dades climàtiques a Moià | Dades climàtiques a Moià | Dades climàtiques a Moià | Dades climàtiques a Moià | Dades climàtiques a Moià |
| Mes                                    | gen                      | febr                     | març                     | abr                      | maig                     | juny                     | jul                      | ag                       | set                      | oct                      | nov                      | des                      | anual                    |
| -------------------------------------- | ------------------------ | ------------------------ | ------------------------ | ------------------------ | ------------------------ | ------------------------ | ------------------------ | ------------------------ | ------------------------ | ------------------------ | ------------------------ | ------------------------ | ------------------------ |
| Màxima rècord °C (°F)                  | 18.0 (64.4)              | 21.0 (69.8)              | 27.0 (80.6)              | 25.0 (77)                | 31.0 (87.8)              | 40.0 (104)               | 41.0 (105.8)             | 40.0 (104)               | 37.0 (98.6)              | 29.0 (84.2)              | 26.0 (78.8)              | 23.0 (73.4)              | 41.0 (105.8)             |
| Màxima mitjana °C (°F)                 | 7.2 (45)                 | 8.8 (47.8)               | 11.9 (53.4)              | 14.2 (57.6)              | 18.5 (65.3)              | 23.3 (73.9)              | 27.9 (82.2)              | 26.8 (80.2)              | 23.4 (74.1)              | 17.8 (64)                | 11.2 (52.2)              | 7.9 (46.2)               | 16.6 (61.9)              |
| Mitjana diària °C (°F)                 | 2.9 (37.2)               | 4.1 (39.4)               | 6.6 (43.9)               | 8.9 (48)                 | 13.0 (55.4)              | 17.5 (63.5)              | 21.4 (70.5)              | 20.6 (69.1)              | 17.7 (63.9)              | 12.8 (55)                | 6.9 (44.4)               | 3.7 (38.7)               | 11.3 (52.3)              |
| Mínima mitjana °C (°F)                 | −1.4 (29.5)              | −0.6 (30.9)              | 1.2 (34.2)               | 3.6 (38.5)               | 7.5 (45.5)               | 11.7 (53.1)              | 14.8 (58.6)              | 14.5 (58.1)              | 12.0 (53.6)              | 7.8 (46)                 | 2.6 (36.7)               | −0.5 (31.1)              | 6.1 (43)                 |
| Mínima rècord °C (°F)                  | −15.0 (5)                | −12.0 (10.4)             | −12.0 (10.4)             | −8.0 (17.6)              | −3.0 (26.6)              | 4.0 (39.2)               | 6.0 (42.8)               | 6.0 (42.8)               | 1.0 (33.8)               | −3.0 (26.6)              | −9.0 (15.8)              | −14.0 (6.8)              | −15.0 (5)                |
| Precipitació mitjana mm (polzades)     | 42.7 (1.681)             | 34.0 (1.339)             | 44.3 (1.744)             | 58.4 (2.299)             | 86.6 (3.409)             | 65.9 (2.594)             | 47.7 (1.878)             | 56.9 (2.24)              | 65.4 (2.575)             | 75.1 (2.957)             | 65.4 (2.575)             | 40.8 (1.606)             | 686.0 (27.008)           |
| Mitjana de dies de precipitació        | 6.0                      | 6.2                      | 6.6                      | 9.3                      | 10.6                     | 8.9                      | 5.1                      | 6.9                      | 6.8                      | 7.3                      | 6.3                      | 5.6                      | 85.5                     |
| Mitjana de dies de gelada              | 22.0                     | 17.3                     | 12.5                     | 5.8                      | 0.4                      | 0.0                      | 0.0                      | 0.0                      | 0.0                      | 0.9                      | 9.6                      | 18.3                     | 86.6                     |
| Font: Servei Meteorològic de Catalunya |                          |                          |                          |                          |                          |                          |                          |                          |                          |                          |                          |                          |                          |

## Història

### Prehistòria i edat antiga

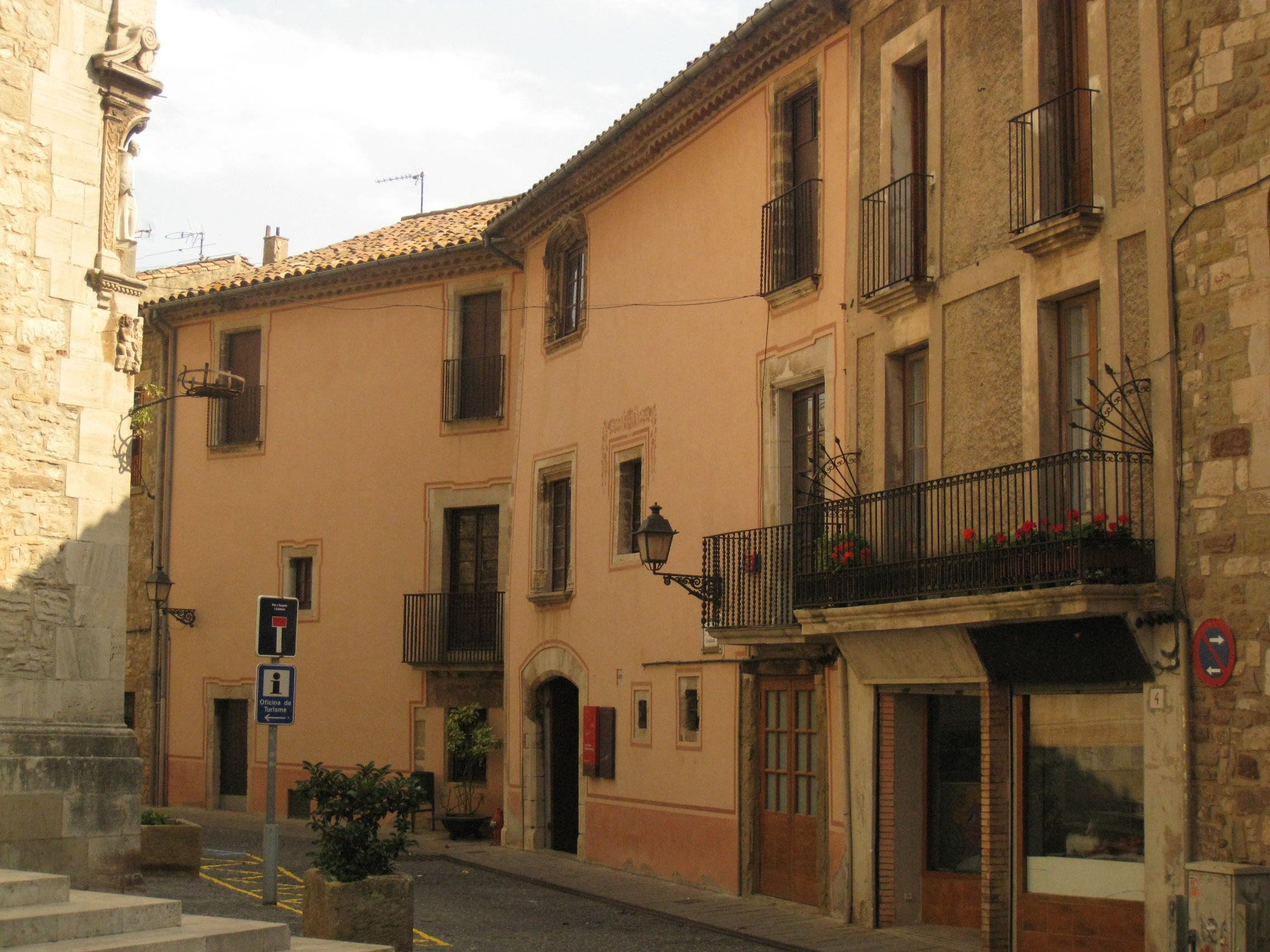
Casa Museu Rafael Casanova

Moià conserva un ric patrimoni en mostres de poblaments sobretot d'època prehistòrica. Recollits en el Museu de Moià, a la Casa Museu Rafael Casanova, es poden observar algunes vitrines amb eines i enterraments trobats a les Coves del Toll i en altres indrets del Moianès.

### Edat mitjana

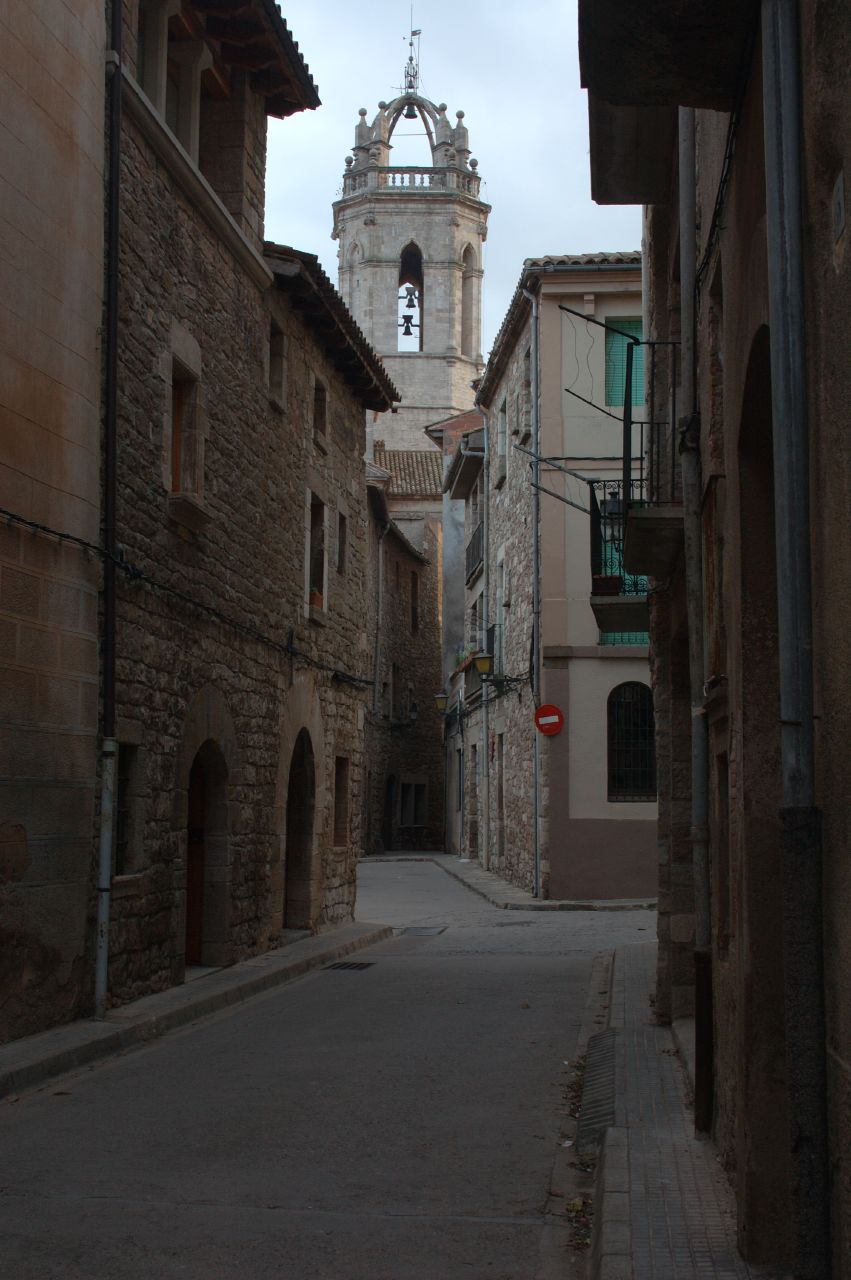
Un carrer de Moià, i el campanar de l'església

La primera constància escrita amb el nom del poble, que prové de Modeliano, un derivat de l'antropònim llatí Motilius o Modilius, es remunta als anys 912 i 914,. L'església parroquial, de l'any 939, conserva l'acta de consagració, amb la qual se sap que existia un petit nucli de població en l'època de Guifré el Pilós. La fira i el mercat van ser concedits l'any 1151 pel comte Ramon Berenguer I.
La vila de Moià, on els comtes de Barcelona tenien una residència o palau comtal, iniciava ja en el segle x la seva indiscutible capitalitat de tota la contrada. La subjecció de Moià a l'Estany fou feta pel comte Ramon Berenguer III, confirmant la cessió del bisbe Ramon Gaufred de Vic de la parròquia i els seus béns a Santa Maria de l'Estany. La jurisdicció secular anava a càrrec dels comtes de Barcelona, però a través del domini territorial dels castlans de Clarà. El 1194, però, una carta de poblament concedia a la vila la immunitat o alliberament de la subjecció a aquests castlans, i li confirmava la fira i mercat. El 1260 Jaume I redimí Moià de la possessió dels abats de l'Estany. Així doncs, en endavant, la vila quedà com a possessió civil reial, eclesiàsticament dependent dels bisbes de Vic i amb l'obligació de donar un cens força crescut al monestir de l'Estany, com a compensació de la redempció del seu domini.
Els reis concediren privilegis i franqueses a Moià els anys 1266 i 1279, però també empenyoraren la vila el 1288 i el 1298, per bé que la recuperaren poc després. El 4 de maig del 1356, Pere II concedia a Moià el títol de municipi lliure o reial, cosa que alliberava Moià de qualsevol domini civil que no fos l'exèrcit directament per la Corona. Moià podia nomenar tres jurats per governar i administrar la vila, i li permetia utilitzar el títol d'Il·lustre i Reial Vila de Moià. Encara, el 15 de desembre del 1384 se li concedia el carreratge de Barcelona, que li conferia tots els drets i privilegis de què gaudien els barcelonins. Aquest fet es reflecteix en l'escut i segell tradicionals de Moià, que són els mateixos que té Barcelona. Moià s'organitzava com un municipi modern, per a aquella època, amb batlle, sotsbatlle, dotze jurats, dos oïdors de comptes, clavari, mostassaf, etcètera. També comptava amb sotsveguer i diversos consellers, com a representants de l'autoritat reial.
El 1381 hi hagué una venda del terme a Pere de Planella que estigué a punt de fer passar la vila al domini feudal. El 1384 els moianesos es redimiren, però Pere de Planella quedà senyor d'una bona part del terme i creà Castellnou de la Plana com a centre dels seus dominis.
A partir del 1384 i per solemne privilegi firmat per Pere el Cerimoniós, la vila de Moià fou en endavant unida i incorporada a Barcelona i declarada carrer de Barcelona, amb la qual cosa gaudí dels privilegis de lloc reial.

### Edat moderna

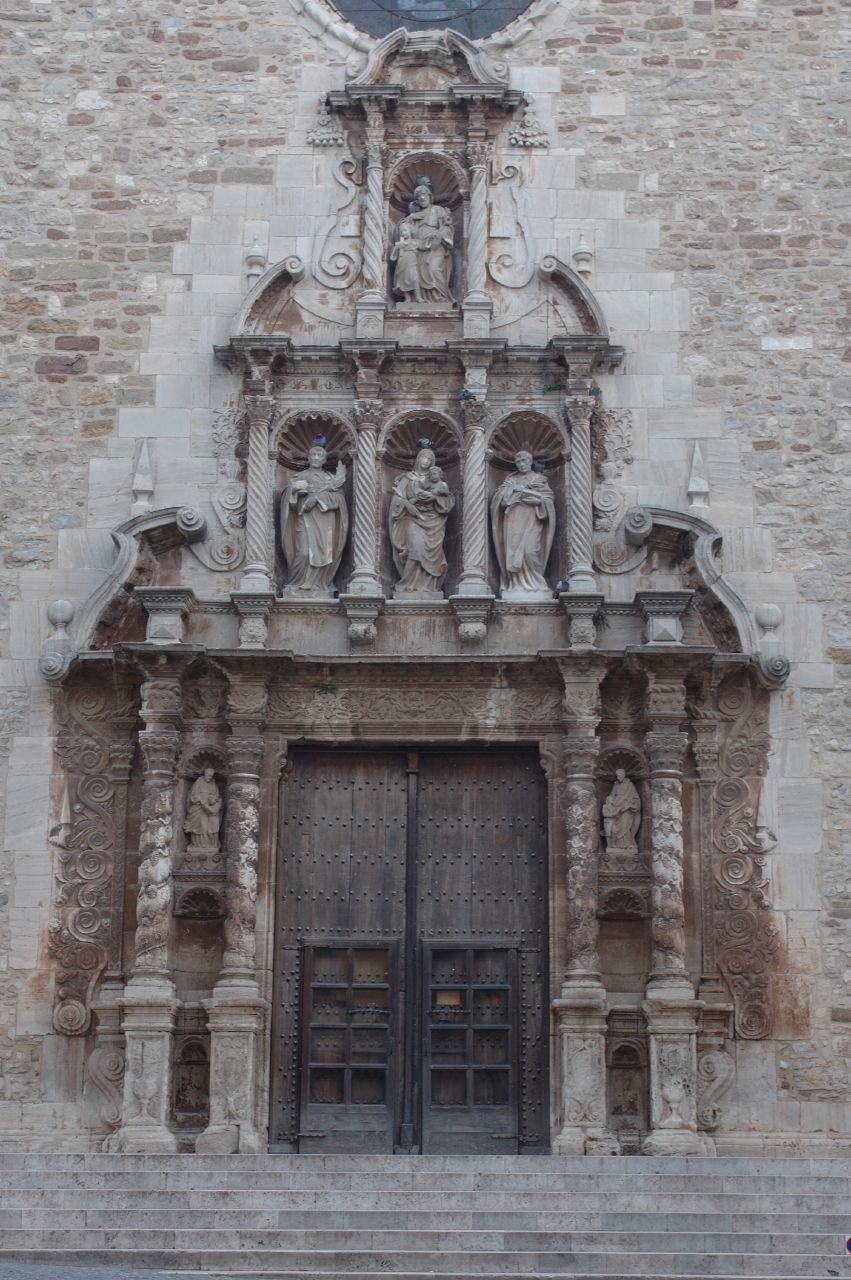
Portalada barroca de l'església parroquial de Santa Maria

Ja des del final de l'edat mitjana, Moià es mostrà com una població amb molta activitat artesanal i, més tard, industrial. Els principals eixos de l'activitat econòmica foren, en aquells anys, a més de la comercial a l'entorn del mercat de diumenge, l'elaboració de vi i aiguardent, bona part de la qual es destinava a l'exportació, a la de teixits i a altres activitats menors com, en una època determinada, la fabricació de rellotges. Aquesta activitat va permetre que els segles XVII i xviii, sobretot, Moià experimentés un enriquiment i crescuda econòmica i demogràfica molt notables.
També cal destacar la indústria del i el comerç del glaç, que era un complement a l'activitat agrícola o de la llana del moment. D'aquesta època, dins el terme municipal de Moià, encara es conserven les poues vella i nova de la Franquesa, i la poua de la Falcia.
Un dels fruits d'aquesta etapa de prosperitat fou la construcció de l'actual església de Santa Maria de Moià, un notable edifici barroc, principalment, que arribà a allotjar una comunitat de preveres d'una vintena de membres, amb la particularitat que dominaven directament totes les esglésies del Moianès, i en la qual una bona part de la comunitat eclesial havia de ser constituïda per fills del Moianès. També neix i treballa a Moià, entre mitjan segle xvii i XVIII, la nissaga dels gravadors i impressors Abadal, iniciada per Pere Abadal i Morató (Moià c. 1630 – 1684) i continuada pels seus fills Josep Abadal i Fontcuberta (Moià c. 1660 – 1749) i Pau Abadal i Fontcuberta (Moià 1663 – Manresa 1729), que traslladarà el taller i l'activitat familiar a Manresa en 1718.

### Edat contemporània

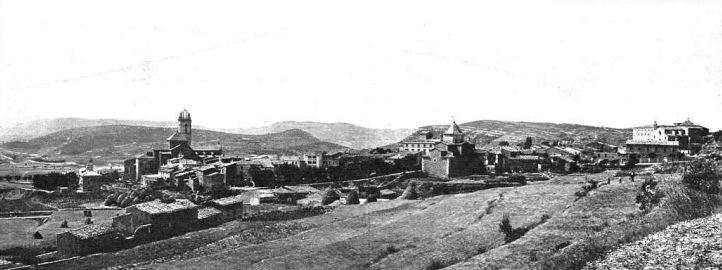
Moià el 1906

El primer fet destacat de l'edat contemporània a Moià és l'enfrontament el gener del 1810 entre les tropes dels generals espanyols O'Donnell i Porta, que feren fugir els francesos, que hi tingueren 200 baixes. La lluita fou molt intensa, i s'arribà al cos a cos, amb intervenció directa en aquest dur combat del mateix O'Donnell. El 14 de febrer es repetia, prop de Moià, un altre fet de guerra protagonitzat pel mateix O'Donnell, on tornaren a derrotar els francesos.
El 1836 el carlí Borges hi patí dues derrotes consecutives; a la primera hi fou fet presoner, i a la segona s'hagué de retirar amb moltes pèrdues.
Tres anys més tard hi hagué l'assalt del 8 i 9 d'octubre del 1839, quan les tropes del pretendent carlí Don Carlos, Comte d'Espanya, incendiaren la vila sencera, destruint del tot unes 150 cases i deixant la resta molt malmesa. El col·legi dels Escolapis rebé molt directament l'assalt, i romangué en ruïnes una temporada llarga, de més de deu anys.
Pascual Madoz parla extensament de Moyá en el seu Diccionario geográfico... del 1845. S'hi refereix dient que està situat en la falda de dues muntanyes denominades del Col·legi i del Salgot, en el lloc on es creuen els importants camins de Manresa a Vic i de Barcelona al Lluçanès. Té bona ventilació, i el clima és temperat i sa, amb atmosfera clara. Les malalties comunes són afeccions de pit.
Diu també que Moià té una gran importància estratègica, per la qual cosa és cap de cantó militar, amb residència d'un comandant d'armes, amb un destacament de l'exèrcit i una ronda de seguretat pública o guàrdia civil, a més de mossos d'esquadra. Era cap de districte electoral, i entre 1830 i 1835 també en fou de partit judicial. Compta amb 350 cases, de les 500 que tenia abans del fet referit més amunt; té una escola d'instrucció primària amb 80 alumnes, i una altra de gramàtica. L'església parroquial queda molt destacada, per la seva importància i influència. Moià comptava també amb hospital, i amb el primer col·legi dels Escolapis d'Espanya, segons Madoz, que es trobava en ruïnes per efectes de la guerra.

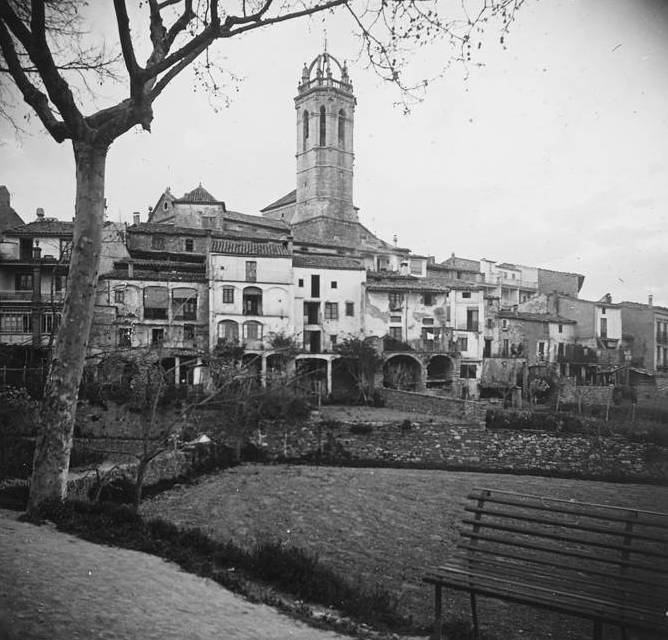
Vista parcial de Moià l'any 1924

El terreny era de secà, de mitjana qualitat, amb aigua abundosa procedent de diferents fonts, i hi esmenta les mines de carbó, explotades per la societat del Gran Tesoro que, segons els mineralogistes, prometien molt. Esmenta 28 masies, a més de les restes del castell de Clarà i de l'ermita de Sant Andreu. S'hi produïa blat, blat de moro i patates, i s'hi criaven ovelles, vaques, cabres i porcs. S'hi caçaven perdius, conills i llebres. Hi havia una fàbrica de teixits de llana, amb tint; deu de teixits de cotó i tres molins fariners. També fonda pública i cafè amb billar, diversos comerços d'ultramarins i mercat setmanal molt concorregut. S'hi celebraven tres fires a l'any, les dues primeres especialitzades en roba: per Sant Sebastià, per Sant Isidre, i el 10 d'agost, on es venia bestiar, sobretot boví, ases i mules. Moià tenia 578 veïns (caps de casa) i 2.649 ànimes (habitants).
En una obra de vers el 1910, la Geografia General de Catalunya dirigida per Francesc Carreras i Candi, el volum dedicat a la província de Barcelona, Cels Gomis parla de Moyà, també força extensament. S'hi pot llegir que és una vila de 493 cases, amb 1.929 habitants de fet i 1.933 de dret; té agregats Sant Feliu de Rodors i Sant Pere de Ferrerons, i més de cent cases de pagès escampades per tot el terme. En total, són 622 edificis amb 2.576 habitants de fet i 2.588 de dret.
Parla de Moià com d'un important nus de comunicacions, amb llum elèctrica, telègraf, sis hostals i servei diari de cotxes que l'enllacen amb Caldes de Montbui, Manresa i Vic. Esmenta que té destacament de la Guàrdia Civil, manat per un caporal, i un altre de carrabiners. Esmenta el noviciat dels Escolapis, que també fa d'escola per als nois de la vila, i dues congregacions de monges que tenen cura de l'Hospital i de malalts. Hi ha una escola i una costura (escola per a noies on ensenyaven sobretot a tenir cura de la llar) municipals, a més d'una altra costura d'un dels convents de monges. Diu també que hi ha tres cassinos i una orquestra. Mercat el diumenge, Festa Major per la Mare de Déu d'Agost, i tres fires anuals, el 20 de gener, el 15 de maig i el segon diumenge d'agost.
Parla de les mines de lignit, que situa: a Nou Fonts, al Serrat de la Llebre Morta i a la Vall de la Torre, de les fonts abundoses, i del que es produeix en el terme: blat, blat de moro, llegums, fruites, patates i vi, a més de tota mena de bestiar. La indústria hi era important, en aquell moment: set fàbriques de teixits de cotó, una de teixits de fil, cinc de llana, dues de barreja i una de llinet i cànem. A més, una fàbrica d'electricitat, dues d'aiguardent, dues de pastes per a sopa, una de farina, i set molins fariners. La resta de l'article està dedicat a parlar extensament de la història de la vila.

#### L'Ajuntament
La Casa de les Joies, Primer ajuntament de Moià. 1709, El reial Patrimoni de Catalunya concedeix autorització al Comú de la Vila per utilitzar i edificar el que serà el primer ajuntament de Moià.

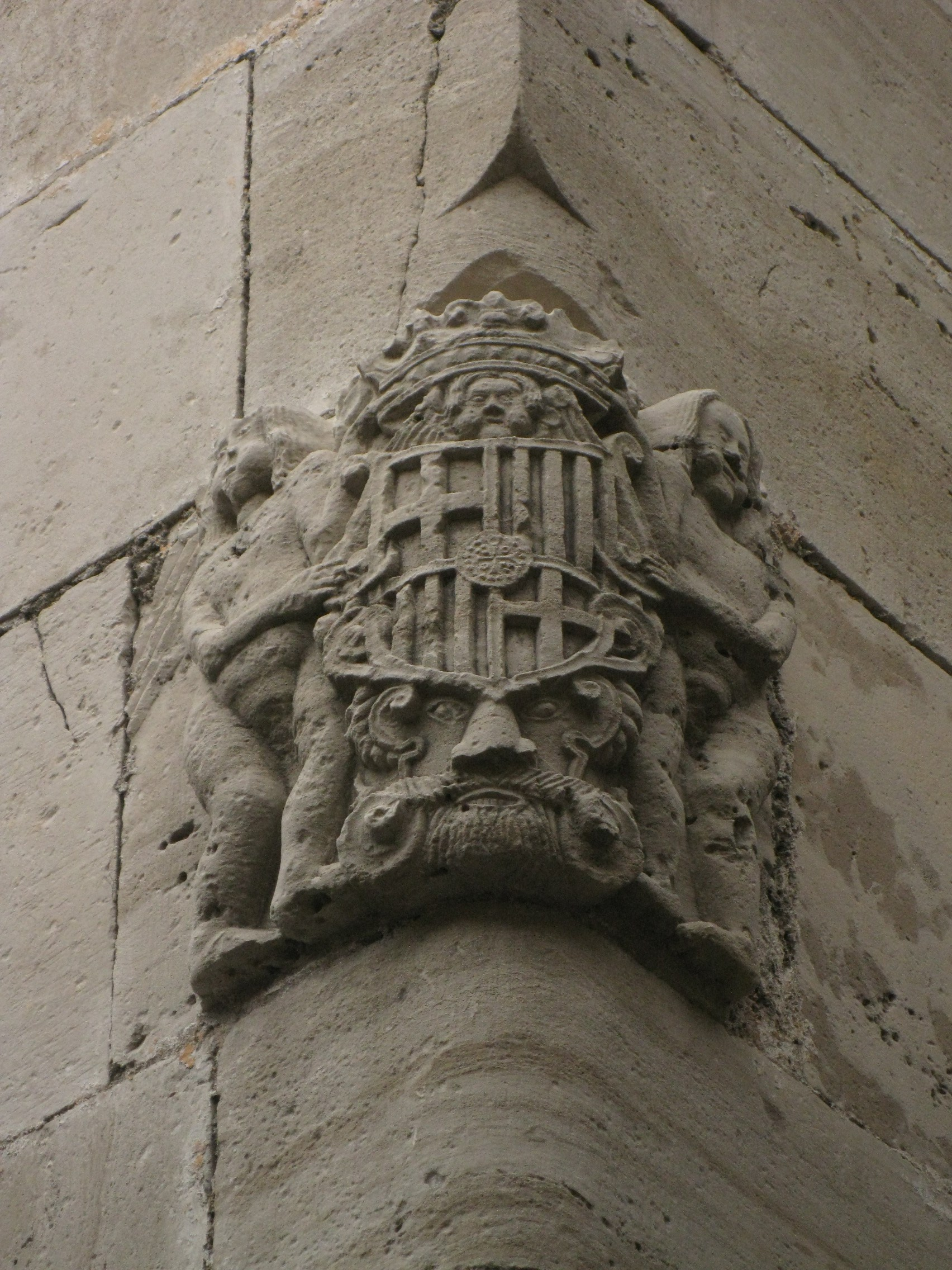
Escut tradicional de la vila, adossat a l'església de Santa Maria

##### Alcaldes
Des de l'entrada en vigor del sistema democràtic d'elecció dels representants locals, Moià ha tingut tres alcaldes:
- Sebastià Ubasart i Serra. (Unió de Centre Democràtic, UCD) (1979 - 1983, una legislatura)
- Josep Montràs i Rovira. (Convergència i Unió, CiU) (1983 - 2011, set legislatures)
- Dionís Guiteras i Rubio. (AraMoia-AM, ERC) (2011 - avui, quarta legislatura).[8]

##### Legislatura2023-2027
| Candidatura | Candidatura               | Cap de llista                     | Vots  | Regidors | % vots |
| ----------- | ------------------------- | --------------------------------- | ----- | -------- | ------ |
|             | AraMoià-AM                | Dionís Guiteras i Rubio           | 1.451 | 8        | 56,19  |
|             | JxCAT-Junts               | Dolç Nom de Maria Tarter Armadans | 688   | 3        | 26,59  |
|             | Capgirem Moià (CUP-Amunt) | Lakshmi Roset Sala                | 253   | 1        | 9,77   |
|             | PSC-CP                    | Susana Tapia San Pedro            | 193   | 1        | 7,45   |
| Total       | Total                     | 2.983                             | 2.983 | 13       |        |

- Dionís Guiteras i Rubio (AraMoià-AM), batlle, encarregat d'Urbanisme, Transició energètica i Desenvolupament rural.
- Montserrat Ferrer i Crusellas (AraMoià-AM), primera tinent de batlle, encarregada de Coordinació general, Comunicació i transparència, Participació ciutadana, Medi ambient, Salut pública, Sanitat i Consum.
- Laia Bonells i Oliver (AraMoià-AM), segona tinent de batlle, encarregada d'Igualtat, feminismes i diversitat de gènere, Civisme i participació ciutadana i Entitats del tercer sector.
- Lluís Cascales i López (AraMoià-AM), tercer tinent de batlle, encarregat de Joventut, Cultura i Teixit associatiu.
- Sebastià Ferrer i Serra (AraMoià-AM), regidor encarregat de Recursos humans, Seguretat i Via pública.
- Eva Roger i Piella (AraMoià-AM), regidora encarregada d'Educació, Promoció econòmica i Esports.
- Xavi Bach i Coma (AraMoià-AM), regidor encarregat de Mobilitat.
- Gemma Bisbal i Otero (AraMoià-AM), regidora encarregada d'Hisenda.
- Dolç Nom de Maria Tarter i Armadans (Junts per Moià-Junts), regidora cap de l'oposició.
- Montserrat Girbau i Passarell (Junts per Moià-Junts), regidora a l'oposició.
- Jofre Torras i Soler (Junts per Moià-Junts), regidor a l'oposició.
- Lakshmi Roset Sala (Capgirem Moià, CUP-Amunt), regidora a l'oposició.
- Susana Tapia San Pedro (PSC-CP), regidora a l'oposició.

## Demografia
| 1497 f | 1515 f | 1553 f | 1717  | 1787  | 1857  | 1877  | 1887  | 1900  | 1910  |
| ------ | ------ | ------ | ----- | ----- | ----- | ----- | ----- | ----- | ----- |
| 103    | 142    | 184    | 1.644 | 2.658 | 3.147 | 2.784 | 2.722 | 2.576 | 2.651 |

| 1920  | 1930  | 1940  | 1950  | 1960  | 1970  | 1981  | 1990  | 1992  | 1994  |
| ----- | ----- | ----- | ----- | ----- | ----- | ----- | ----- | ----- | ----- |
| 2.294 | 2.242 | 2.134 | 2.184 | 2.562 | 2.897 | 3.076 | 3.287 | 3.359 | 3.359 |

| 1996  | 1998  | 2000  | 2002  | 2004  | 2006  | 2008  | 2010  | 2012  | 2014  |
| ----- | ----- | ----- | ----- | ----- | ----- | ----- | ----- | ----- | ----- |
| 3.806 | 3.846 | 3.988 | 4.378 | 4.872 | 5.399 | 5.711 | 5.704 | 5.793 | 5.760 |

| 2016  | 2018  | 2020  | 2022  | 2024  | 2026 | 2028 | 2030 | 2032 | 2034 |
| ----- | ----- | ----- | ----- | ----- | ---- | ---- | ---- | ---- | ---- |
| 5.957 | 6.190 | 6.383 | 6.548 | 6.738 | -    | -    | -    | -    | -    |

## Moianesos il·lustres
Moià és la vila d'origen de:
- els dominics Pere de Cadireta i Ponç de Planella, inquisidors de Catalunya a mitjan segle xiii i venerats com a beats
- Pere de Planella, bisbe d'Elna i de Barcelona, qui consagrà l'església de Santa Maria del Mar de Barcelona el 15 d'agost del 1384.
- Rafael Casanova (1660 - 1743) Conseller en Cap de la ciutat de Barcelona l'11 de setembre del 1714,
- Els gravadors xilògrafs i impressors Pere Abadal i Morató (c. 1630 – 1684), Josep Abadal i Fontcuberta (c. 1660 – 1749), Pau Abadal i Fontcuberta (Moià 1663 – Manresa 1729) i Andreu Abadal i Serra (Moià c. 1706 – Manresa 1778)
- l'industrial d'indianes Erasme de Gònima i Pasarell (1746 - 1821)
- Gervasi Costa i Llobateras (1810 - 1851), divulgador científic i sacerdot.
- Sebastià Obradors i Font, ([...?] - 1889) doctor en filosofia i lletres.
- Francesc Viñas i Dordal (1863-1933), tenor.
- Pius Daví i Segalés (1891 - 1956), actor teatral.
- Josep Ruaix i Vinyet (1940), filòleg.
- el dibuixant Picanyol (1948), autor del personatge Ot el Bruixot
- l'artista Marcel·lí Antúnez Roca (1959) i el grup teatral La Fura dels Baus (1979).

L'escolapi Llogari Picanyol Pla (Moià 1896 - Sabadell 1968) ordenat el 1918, va ser procurador general de l'Escola Pia a Roma per un període de vuit anys. A Roma va ser també arxiver i cronista del mateix ordre des del 1932 al 1958. Va fundar i dirigir les revistes Ephemerides Calasanctianae (1932-58), Rassegna di storia e bibliografia scolapica (1937-58), Archivium Sch. P. (1936-55), on va publicar molts articles sobre la història de l'orde, on podem trobar molts referents a Catalunya. Autor de més de 500 obres, entre quines hi ha 9 toms de l'Epistolario di S. Giuseppe Calasanzio (1949-56) i un munt d'obres de temes escolàpics. Una greu polèmica dins de l'orde va fer que dimitís i va tornar a Catalunya, on va fundar i dirigir les revistes Modilianum del 1960 al 1968, i Sabadellum del 1960 al 1968. També va ser l'autor d'una monografia de Moià el 1958. Va ser també durant el franquisme, i durant el període en què exercia el magisteri a l'Escola Pia de Sabadell, un defensor de la llengua catalana, posant a voltes en perill la seva integritat física en enfrontar-se a més d'una autoritat policial de la fosca època franquista.
Ermengol Coll de Valldemia (Moià, 1810 - Mataró, 1876), també conegut com a Hermenegildo Coll de Valldemia, fou un capellà escolapi. Va fundar i donar nom al Col·legi Valldemia de Mataró el 1855, juntament amb Pelegrí Ferrer (primer ideòleg del projecte) i el també moianès Ramon Cuspinera.

## Economia
L'economia de Moià es basa en la ramaderia, l'agricultura, el comerç, l'oci, la indústria tèxtil i l'alimentària. El 2011 el diari britànic The Daily Telegraph va destacar en un reportatge el municipi com un dels més endeutats de Catalunya i l'Estat espanyol, assenyalant la situació de fallida tècnica de les finances municipals, que acumulaven un deute de 25,5 milions d'euros a causa de la gestió anterior.

## Equipaments culturals
La Biblioteca Municipal, Can Carner i l'Ateneu són els centres que aglutinen l'activitat cultural. Periòdicament es publiquen les revistes La Tosca, El Polvorí i Modilianum.
Un dels grans temes pendents de la vila és la recuperació d'El Casal com a gran espai cultural públic (cinema, música, teatre...), tancat l'any 2003 per deficiències en la seguretat arquitectònica i que implica la Diputació de Barcelona, el Bisbat de Vic, la Generalitat de Catalunya i l'Ajuntament de Moià.

## Festes populars

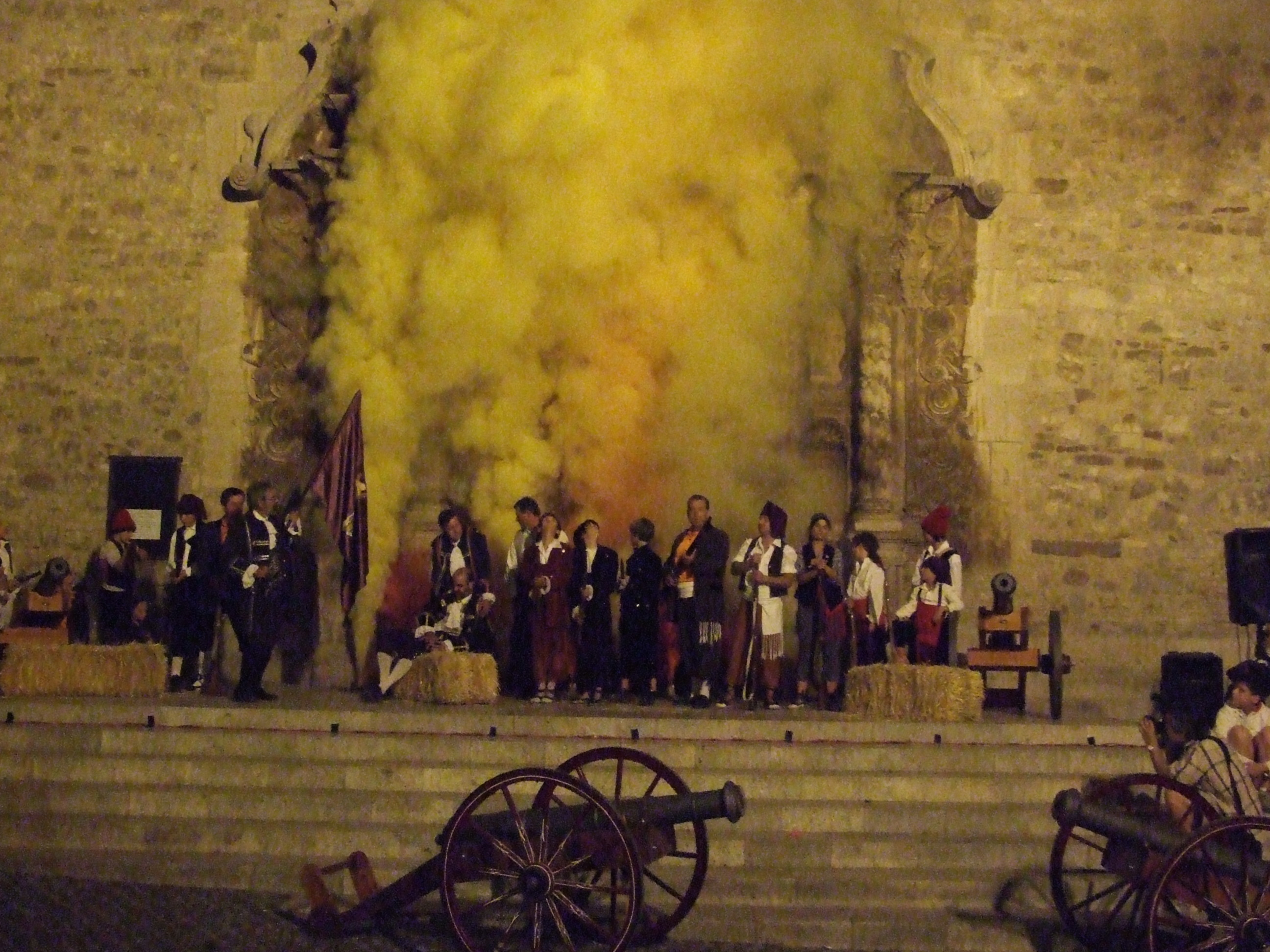
Final de la Festa barroca del 2006

La festa major d'estiu se celebra per Santa Maria, el 15 d'agost i la d'hivern per Sant Sebastià, el 20 de gener. Com a cites anuals també destaquen el prestigiós Festival Internacional de Música Francesc Viñas, anomenat el "Festival de la Catalunya Central" el qual es programa al llarg del mesos d'estiu i la Festa de l'Arbre Fruiter, fundada el 1904 per Francesc Viñas, el 17 d'agost.
També una festa que cal destacar és la llegenda de la cabra d'or una llegenda pròpia de Moià que se celebra abans de la festa major d'estiu. Son dos dies en els quals Moià i els seus habitants es converteixen en una vila de l'edat mitjana. Aquesta festa es va començar fent entre el 2009 i 2010. Ara aquesta festa ja és molt tipica pels voltats de Moià.
Cal destacar especialment, tot i que no va arribar als deu anys d'antiguitat, la Festa Barroca dels dies 10 i 11 de setembre, que incloïa una notable mostra de teatre popular de carrer, tota ella feta per moianesos. Es reproduïa al llarg de tot el dia 11 de setembre, amb alguns actes el dia anterior, escenes al voltant de l'11 de setembre de 1714, on tenia una presència important el personatge de Rafael Casanova, fill de Moià, i en la casa pairal del qual està situat el museu local.
Moià compta amb nombroses i notables mostres d'elements lligats a les festes tradicionals, com la Colla de Bastoners, el Ball dels Garrofins, el Ball del Ciri, el Ball de Gitanes de Moià, el Contrapàs Curt de Moià, el Ball dels Veguers de Sant Joan Evangelista, la Colla de Geganters, el Pollo Matapuces i Robaescaroles i els Armats. Molt particulars de Moià són el Pollo, el Ball dels Garrofins, el Ball del Ciri i el Ball de Gitanes. Dels dos primers, no es té constància de cap altre lloc de Catalunya on existeixin.

## Agermanament
Moià està agermanada amb:
- Mauer, Alemanya